# Rafael Acosta
Rafael Acosta, eigentlich Rafael Eduardo Acosta Cammarota (* 13. Februar 1989 in Caracas), ist ein venezolanischer Fußballspieler.

## Spielerkarriere

### National
Acosta begann seine Profikarriere bei Cagliari Calcio. Sein erstes Spiel für Cagliari gab er in der Coppa Italia am 12. Dezember 2007 gegen Sampdoria Genua, als er in der Halbzeit für Enrico Cotza eingewechselt wurde. Cagliari gewann das Spiel mit 1:0.
Acosta blieb bis Mitte 2016 bei Cagliari und war danach vereinslos. Von Mitte 2011 bis Ende 2016 spielte er bei dem Verein Mineros de Guayana in Venezuela. 2017 spielte er ein Halbjahr bei Club Olimpia und ein weiteres bei Independiente de Campo Grande, beide in Paraguay. Danach ging er von Anfang 2018 bis Mitte 2019 zum Alki Oroklini und wechselte Mitte 2019 zu Olympiakos Nikosia, beide in der Republik Zypern.

### International
Bislang bestritt Rafael Acosta elf Länderspiele für die Nationalmannschaft Venezuelas.